# 2014인천아시아경기대회조직위원회
2014인천아시아경기대회조직위원회는 인천아시안게임 대회준비 및 운영을 효율적으로 수행함으로써 참가국간 우정과 이해를 깊게 하고, 나아가 아시아 스포츠이 발전과 평화에 기여하기 위하여 2007년 11월 7일 설립된 문화체육관광부 소관의 특수법인이며, 2014년 11월에 해산하였다. 사무실은 인천광역시 연수구에 있었다.
2011년 인천아시안게임 조직위원회는 12월 16일 임기를 마치는 이연택 조직위원장의 후임으로 김영수 전 문화체육부 장관을 추대했다.

## 주요 사업
- 대회준비·운영과 재원조달 및 집행
- 대회를 효과적으로 수행하기 위한 종합계획의 수립과 집행
- 경기장시설, 지원시설, 숙박시설 등 제반시설의 확보·운영
- 정부, 지방자치단체, 유관기관 및 관련 국제기구 등과의 업무협조
- 기타 조직위원회의 목적 달성에 필요한 사업